# BVH Dorsten
Der Ballspielverein Holsterhausen-Dorsten ist ein Sportverein aus dem westfälischen Dorsten.

## Geschichte
Der BVH Dorsten gründete sich am 6. Mai 1920 als BV Holsterhausen, nach dem Aufstieg der Fußballmannschaft in die Verbandsliga Westfalen 1963 firmierte er sich in BVH Dorsten um. In den ersten beiden Spielzeiten in der seinerzeit dritthöchsten Spielklasse platzierte sich der Klub im vorderen Tabellendrittel. Höhepunkt dabei war der vierte Platz in der Saison 1964/65. 1968 stieg die Mannschaft nach fünf Jahren Ligazugehörigkeit gemeinsam mit dem FC TuRa Bergkamen in die Viertklassigkeit ab. 1971 stand sie vor der Rückkehr in die dritte Spielklasse, letztlich reichte es nur zur Vizemeisterschaft hinter dem Erler SV 08. Mit Einführung der Oberliga Westfalen im Sommer 1978 wurde die Landesliga fünftklassig. Ein Jahr später stieg der BVH in die Bezirksliga ab und wurde daraufhin zur Fahrstuhlmannschaft zwischen Bezirksliga und Kreisliga A. 2001 wurden die Dorstener Vizemeister der Bezirksliga hinter dem SSV Buer. Im Jahre 2015 stieg der Verein in die Kreisliga A ab. Zehn Jahre später gelang der Aufstieg in die Bezirksliga.
Neben Fußball hat sich insbesondere die Badmintonabteilung überregional einen Namen gemacht. Neben einigen Einzeltitelträgern in Nordrhein-Westfalen trat die Mannschaft von 2002 bis 2005 sowie von 2008 bis 2010 in der 2. Bundesliga an.

## Persönlichkeiten
- Jonas Erwig-Drüppel, Zweitligaspieler bei Eintracht Braunschweig
- Karlheinz Hähnchen, Bundesligaspieler des 1. FC Köln und 1. FC Saarbrücken
- Dörthe Hoppius, Bundesligaspielerin bei SC Sand
- Jürgen Nabrotzki, Zweitligaspieler bei Schwarz-Weiß Essen und dem 1. FC Bocholt
- Günter Pröpper, Bundesligaspieler des Wuppertaler SV
- Michael Pröpper, Zweitligaspieler bei Rot-Weiss Essen
- Thomas Pröpper, Zweitligaspieler beim Wuppertaler SV und Hannover 96